# Plocamopherus imperialis
Plocamopherus imperialis is een slakkensoort uit de familie van de Polyceridae. De wetenschappelijke naam van de soort is voor het eerst geldig gepubliceerd in 1864 door Angas.